# Kultura Awarów
Kultura Awarów – kultura ludów koczowniczych zamieszkujących wraz z Awarami tereny kaganatu awarskiego, powstała pomiędzy połową VI a początkiem IX wieku.
Odtworzona głównie w oparciu o znaleziska archeologiczne kultura awarska jest dzielona na trzy okresy:
- okres wczesnoawarski od połowy VI wieku do lat 30. VII wieku
- okres środkowoawarski pokrywający się z okresem kryzysu państwa awarskiego od lat 30. do lat 70. VII wieku
- okres późnoawarski od końca VII wieku do upadku państwa awarskiego na początku IX wieku.

## Osadnictwo
Do czasu pierwszych niepowodzeń wojennych na początku VII wieku Awarowie przemieszczali się wraz ze stadami po swoim państwie. Każdy ród, liczący 160–180 osób, przemierzał tereny sięgające kilkuset kilometrów, od wiosny do jesieni mieszkając w jurtach i kibitkach, w zimie wznosząc obozowisko, które rzadko było zamieszkiwane dłużej niż jeden sezon. Kryzys polityczny zamknął Awarów w obrębie kaganatu. Od lat 20. VII wieku powstawały osady zamieszkane przez część społeczności uprawiającej przyległe pola, podczas gdy pozostała część powracała do osady tylko na zimę wraz ze stadami. Zabudowa osad była najczęściej rozrzucona i miała kształt półokręgu otwartego w kierunku pastwisk i pól.

## Rolnictwo – hodowla
Podstawą gospodarki Awarów była hodowla. Stada awarskie uległy znacznemu przetrzebieniu w latach doznanych klęsk od Turkutów i ucieczki na zachód. Stąd już w Europie starali się Awarowie te straty wyrównać. W pierwszym okresie swych dziejów zdobywali stada na masową skalę drogą grabieży, pobierania trybutu lub umów. Przymierze wojenne z Longobardami przeciw Gepidom zawarte w 567 roku gwarantowało na przykład Awarom wynagrodzenie w postaci 1/10 stad longobardzkich.
Awarowie hodowali głównie bydło: rogate i większe turopodobne oraz konie – niezbyt rosłe, wysokie w kłębie na około 1,40 m, typu orientalnego, zbliżone do obecnych koni arabskich. Oprócz tego hodowali kozy, owce, bawoły azjatyckie i używane do transportu wielbłądy dwugarbne. W późniejszym okresie świnie i małe kury. Jako pierwsi nad Dunajem hodowali gęsi, które przywędrowały z nimi z Azji. Trzymali koty i psy: głównie karłowate szpice i owczarkowate psy pasterskie. O uprawie roślin przez Awarów niewiele można powiedzieć. Być może uprawiali winorośl, jeśli wierzyć relacji o jeńcach awarskich, którzy tłumaczyli chanowi bułgarskiemu przyczynę swych klęsk degeneracją ludu wskutek pijaństwa.

## Rzemiosło
Rzemiosło awarskie nie odznaczało się wysokim poziomem wyrobów. Wyroby kowalskie, głównie elementy uzbrojenia reprezentowały bardzo różny poziom, będący zapewne efektem niezwykłego zróżnicowania ludności kaganatu, żyjących w nim plemion o różnych tradycjach i umiejętnościach, a także zapewne różnej majętności nabywców.
Złotnictwo, najlepiej reprezentowane, różniło się w dobie wczesno- i środkowoawarskiej od okresu późnego. W początkowym okresie surowcem było głównie srebro, czasem złoto, natomiast brąz był używany wyłącznie do ozdób pospolitych. Główną techniką stosowaną przez złotników było tłoczenie z blach. W późnym okresie dominowały wyroby z brązu, czasem posrebrzanego lub pozłacanego, a główną techniką było odlewnictwo. Zestaw ozdób był stały: detale pasów męskich, kobiece bransolety i zausznice oraz równie istotne metalowe części uprzęży końskiej.
Rzemiosło awarskie wyróżnia częste posługiwanie się surowcami zwierzęcymi: rogiem i kością, których używano do zarówno do wyrobu elementów uzbrojenia, jak i przedmiotów codziennego użytku. Z kości wykonane są jedyne znane nam instrumenty awarskie. 
Zachowane zabytki garncarstwa awarskiego cechuje występowanie obok produkcji rzemieślniczej wytwórczości domowej, która jednak w późnym okresie zanikła. Ma ona genezę środkowoazjatycką i charakteryzuje się naczyniami o workowatym albo jajowatym kształcie. Produkcja rzemieślnicza, tzw. ceramika siwa, reprezentuje wysoki poziom techniczny i również wykazuje cechy wskazujące na jej środkowoazjatyckie pochodzenie. Pod koniec VII wieku pojawiła się na terenie kaganatu ceramika tzw. żółta, z gliny o charakterystycznej barwie, pokrywana czerwoną lub czarną farbą. Jej pojawienie wiąże się z przybyciem na tereny awarskie grup wędrownych z terenu Sogdiany.
Pochodzenie rzemieślników awarskich trudno ustalić. Częściowo rekrutowali się zapewne spośród jeńców wojennych.

## Wymiana
Brak dowodów na istnienie handlu w kaganacie awarskim. Wymiana odbywała się prawdopodobnie w drodze bezpośredniego kontaktu pomiędzy wytwórcą a odbiorcą. W okresie I kaganatu Awarowie zgromadzili ogromne bogactwa głównie za pomocą łupiestwa i trybutów. Historycy obliczają, że z samych trybutów bizantyjskich uzyskali około 6 milionów sztuk solidów, tj. około 27 ton złota. Napływ tak ogromnej masy kruszcu zapoczątkował zalążki obiegu monetarnego, który jednak nie przetrwał kryzysu państwa w połowie VII wieku.

## Ubiory
Awarowie nosili kaftan sięgający do kolan, górą dopasowany, z luźnymi rękawami, nieobcisłe spodnie, wpuszczane w buty z wysoką, sięgającą do kolan cholewką. Kobiety nosiły szaty dłuższe, do kostek, bufiaste spodnie i miękkie trzewiczki z krótką cholewką. Na wierzch zakładano płaszcz. Odzież wyrabiana była z lnu, wełny lub skóry. Szatę wierzchnią spinał bogato zdobiony pas. Na pasie noszono przybory niezbędne przy codziennych czynnościach: broń, nahajkę, róg do picia, flasze, pojemniki, mieszek z grzebieniem lub krzesiwem. Kobiety nosiły przepaski we włosach, naszyjniki, bransolety. Obie płcie – pierścienie i kuliste dzwoneczki.